# Inundações na Eslovênia em 2023

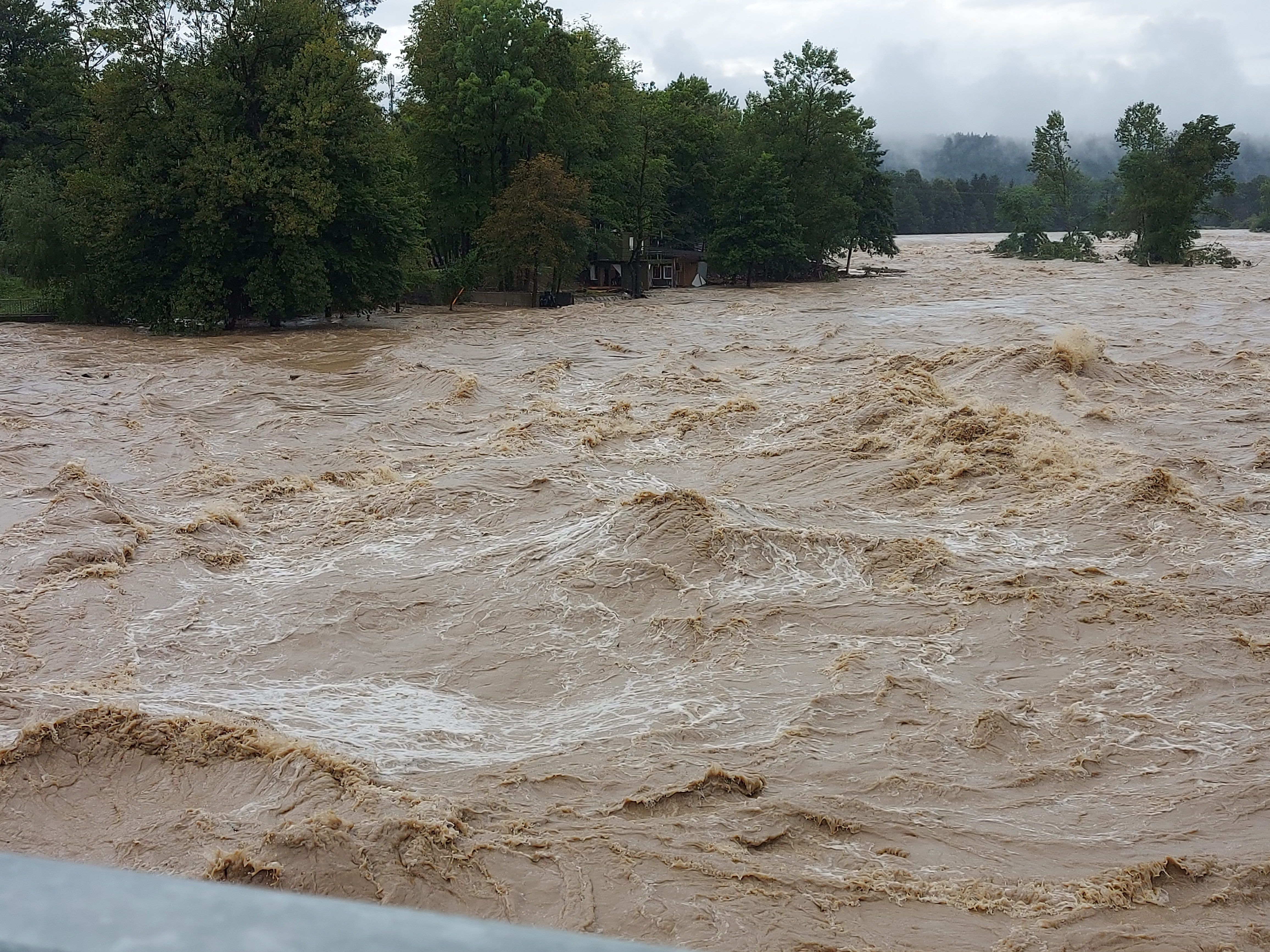
Rio Sava em Liubliana em 4 de agosto de 2023

Em agosto de 2023, ocorreram grandes inundações em grande parte da Eslovênia e nas zonas vizinhas da Áustria e da Croácia devido às fortes chuvas. Entre outros, o nível dos rios Sava, Mur e Drava era excepcionalmente alto. Vários assentamentos e ligações de transporte no litoral esloveno, na Alta Carníola e na Caríntia eslovena foram inundados. Devido à quantidade de chuva, os riachos nas colinas de Idrija, Cerkno e Škofja Loka transbordaram. Devido ao evento, o Plano Nacional de Proteção e Resgate contra Inundações foi ativado. A Eslovênia já havia experimentado chuvas mais fortes na segunda quinzena de julho. Essa água extra no sistema significou que inundações e grandes transbordamentos de rios foram causados por chuvas torrenciais que cruzaram a Eslovênia na noite de 3 para 4 de agosto. Os primeiros rios inundaram a Alta Carniola e Posočje. Estas cheias começaram no dia 3 de Agosto por volta das 20h00. A Agência Ambiental da Eslovênia (ARSO) também alertou para a possibilidade de inundações marítimas.  As inundações foram semelhantes às que ocorreram em 1990, 1998 e 2004.
De acordo com a ARSO, a pior inundação foi no sopé dos Alpes Julianos, de Idrija através da bacia de Ljubljana até a Caríntia eslovena, onde caíram 150-200 mm (6-8 pol), em Loibl caiu 275 mm (10,8 pol) em 48 horas.   Um aviso hidrológico vermelho também foi aplicado aos rios.  A ARSO emitiu um alerta vermelho para o nordeste, noroeste e centro da Eslovênia devido a chuvas prolongadas, que entrou em vigor à meia-noite de 4 de agosto.